# Stephan Angeloff

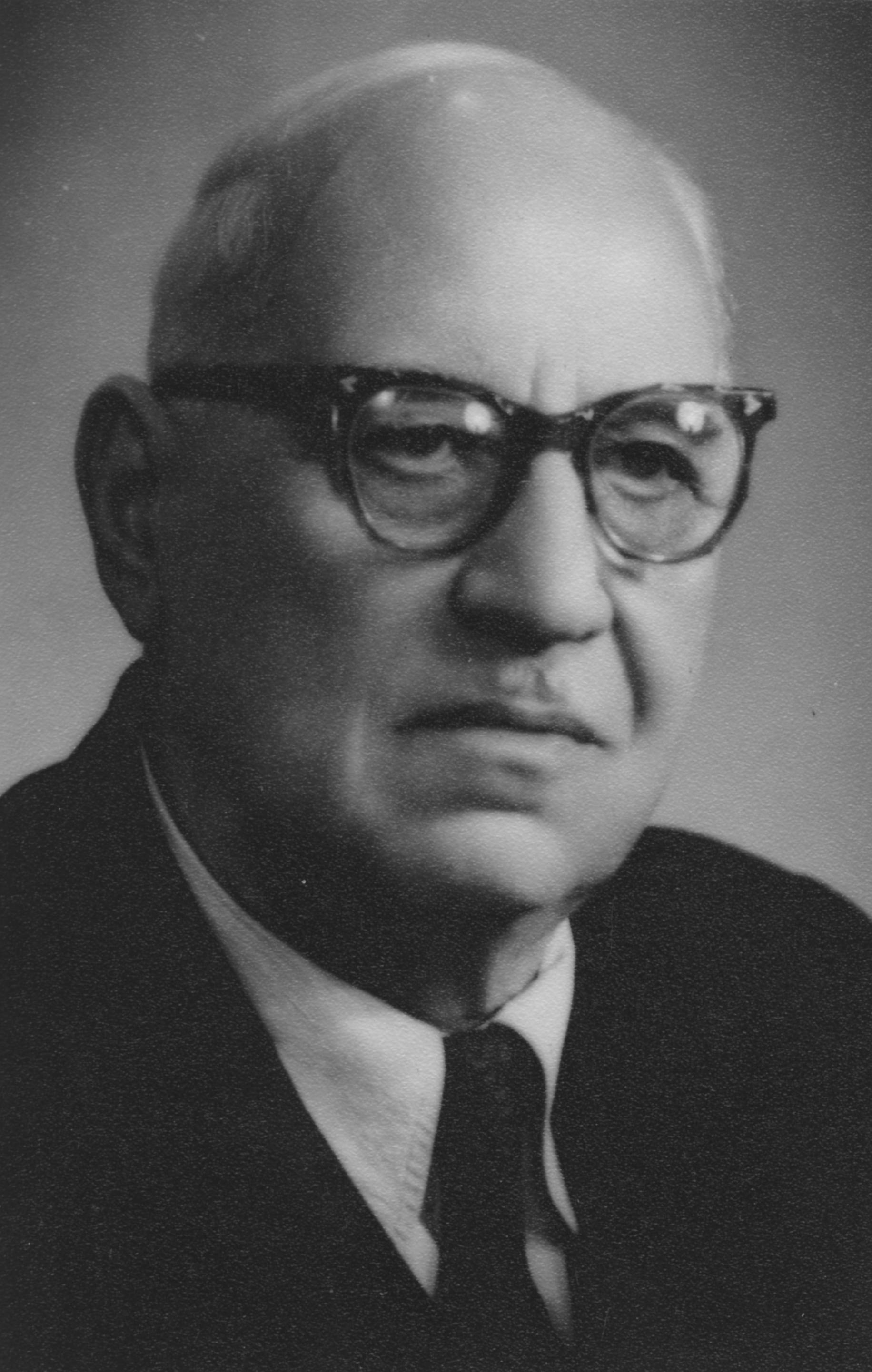
Professor Stephan Angeloff 1958

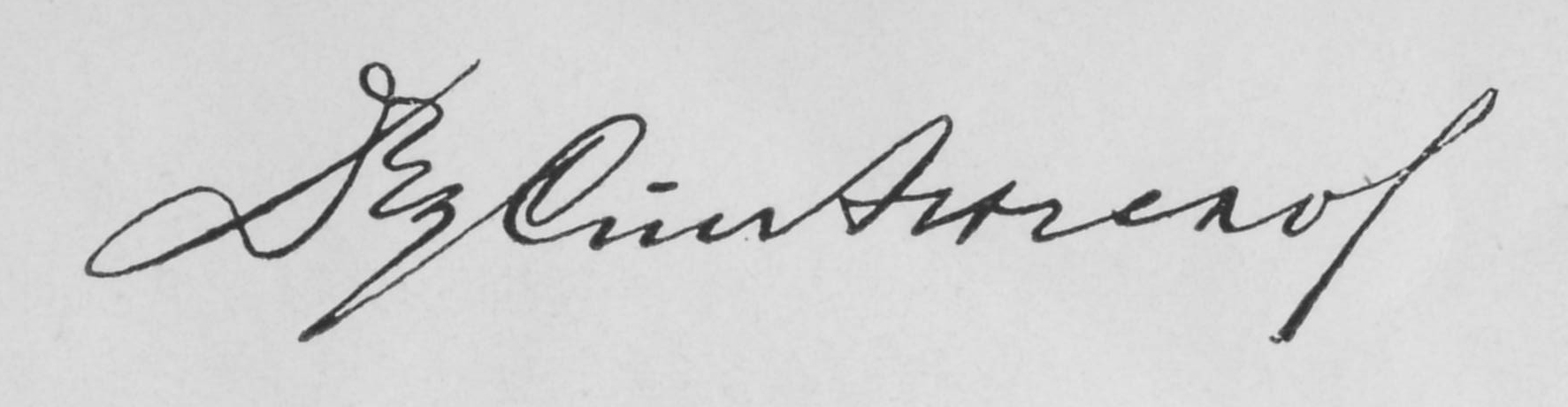
Signatur

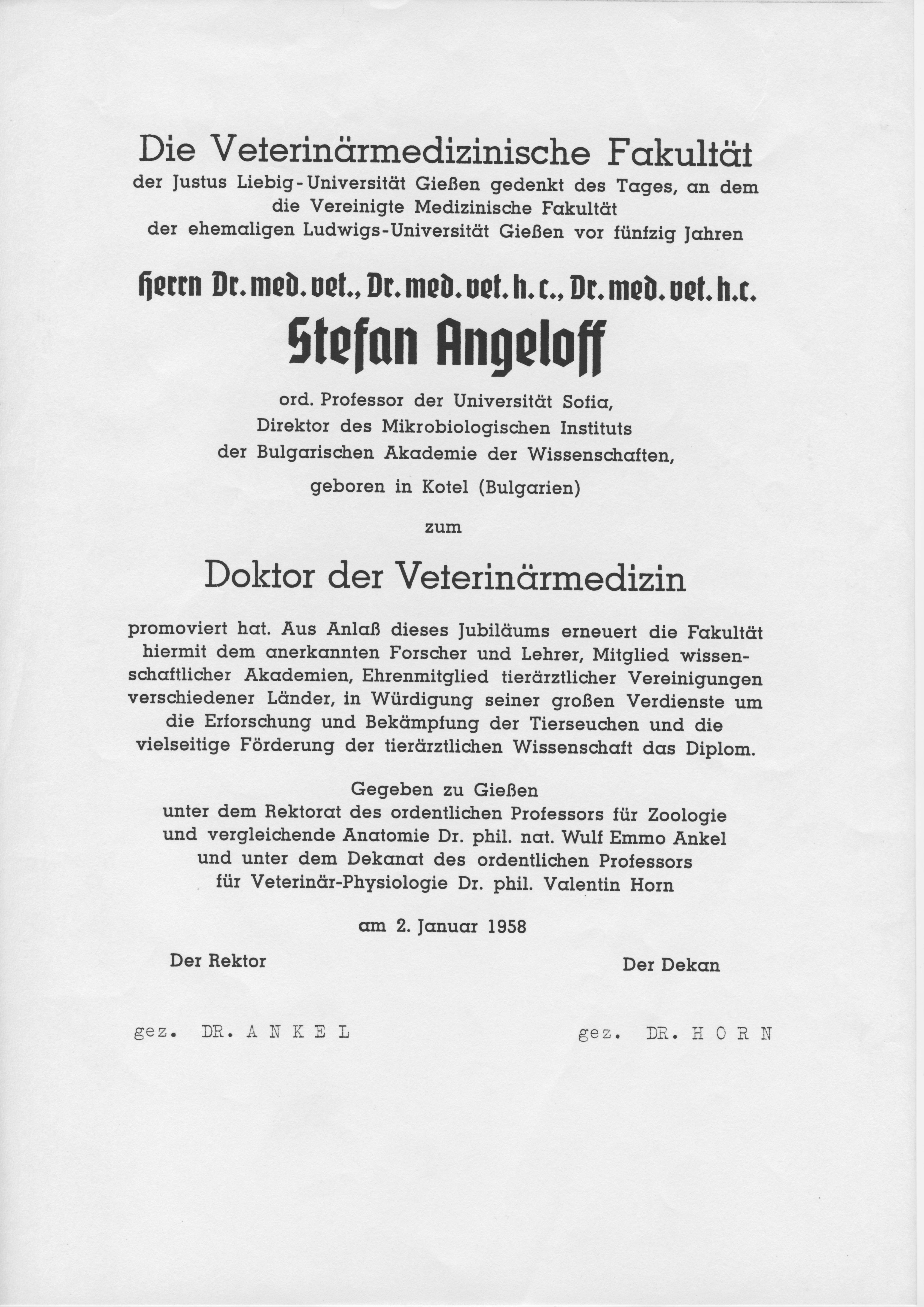
Urkunde anlässlich der 50. Wiederkehr seiner Promotion an der Justus-Liebig-Universität Gießen

Stephan Angeloff (bulgarisch Стефан Ангелов, Stefan Angelow; * 28. Februar 1878 in Kotel; † 1. Oktober 1964 in Sofia) war ein bulgarischer Wissenschaftler, von 1941 bis 1942 Rektor der Sofioter Universität St.-Kliment-Ohridski sowie von 1947 bis 1961 Direktor des Mikrobiologischen Instituts der Bulgarischen Akademie der Wissenschaften.

## Leben
Angeloff entstammte einer Familie von Großgrundbesitzern aus der Dobrudscha. Seine Jugend verbrachte er bis 1882 in seiner Heimatstadt, wo er auch das Progymnasium besuchte und dann seine Schulbildung 1885 in Rustschuk beendete.
Er absolvierte von 1897 bis 1901 ein Studium der Veterinärmedizin an der Tierärztlichen Hochschule Berlin, das er erfolgreich als Tierarzt abschloss. Dann leistete er seine einjährige Militärzeit beim 5. Artillerieregiment in Schumen ab und war anschließend Kreisveterinärarzt in Prowadija. Im Herbst 1902 wurde Angeloff Lehrer für Veterinärmedizin und Tierzucht an der Staatlichen Landwirtschaftlichsschule in Sadowo.
Von 1905 bis 1908 ließ er sich am Institut für Hygiene der Friedrich-Wilhelms-Universität Berlin unter Robert Koch und an der Tierärztlichen Hochschule Berlin bei Robert von Ostertag zum Mikrobiologen ausbilden und arbeitete mit August von Wassermann, Friedrich Loeffler und Robert von Ostertag zusammen.
Seine Dissertation unter Professor Paul Uhlenhuth 1908 an der Universität Gießen mit dem Titel Die grauen durchscheinenden Knötchen in den Pferdelungen und ihre Beziehung zur Rotzkrankheit bezeichnete Johann Wilhelm Schütz als eine der besten pathologisch-anatomischen Arbeiten über den Malleus.
In den folgenden Jahren spezialisierte er sich am Paul-Ehrlich-Institut in Frankfurt am Main sowie am Institut Pasteur in Paris und Garches bei Gaston Ramon.
Ab 1909 war Angeloff Direktor des veterinär-bakteriologischen Zentrums in Sofia. 1910 entwickelte er erfolgreich als Erster in Bulgarien Tuberkulin und begann mit der Produktion von Vakzinen und Sera gegen Milzbrand.
Angeloff initiierte und richtete 1913 eine Viehkontrollstation in der Nähe von Burgas an der bulgarisch-türkischen Grenze ein. Hier wurden die aus Asien eingeführten Rinder mit von ihm entwickelten Vakzinen geimpft. Diese bis dahin einmalige Einrichtung hatte so viel Beachtung gefunden, dass Wissenschaftler aus Deutschland, Italien, Polen und Ungarn sich vor Ort über die Methoden und Maßnahmen informierten. Damit war erreicht, dass die Rinderpest bereits an der bulgarischen Grenze gestoppt und eine weitere Ausbreitung für die kommenden Jahre nach Europa verhindert wurde.
1923 begründete Angeloff die veterinärmedizinische Fakultät an der Universität Sofia und erhielt als Professor den ersten Lehrstuhl für bakterielle Infektionskrankheiten.
Von 1941 bis 1942 war Angeloff Rektor der Universität St.-Kliment-Ohridski in Sofia.
Nach dem Krieg wurde Angeloff am 14. Juli 1947 Direktor des neugegründeten Mikrobiologischen Instituts der Bulgarischen Akademie der Wissenschaften, das er bis Ende 1961 leitete.
Gemeinsam mit Professor Ljuben Popow beschrieb er 1949 die Krankheit Erysipeloid und entdeckte 1951 den ersten Fall von Q-Fieber in Bulgarien.
Er publizierte u. a. im Hirschwald Verlag (seit 1921 im Springer Verlag) erscheinenden Archiv für wissenschaftliche und praktische Tierheilkunde und war seit 1917 Mitherausgeber.
Angeloff war verheiratet und hatte zwei Söhne.

## Ehrungen
Für seine Verdienste erhielt Angeloff im Laufe seines Lebens eine Vielzahl von Ehrungen. Wilhelm II. würdigte ihn im Januar 1918 mit dem Kronen-Orden II. Klasse und der bulgarische König Boris III. verlieh ihm u. a. das Komturkreuz des St. Alexander-Ordens sowie das Großoffizierskreuz des Zivilverdienstordens. Er war seit 1930 Ehrenmitglied der Ungarischen und seit 1935 der Bulgarischen Veterinärärzte-Gesellschaft, erhielt 1932 die Ehrendoktorwürde der Universität Berlin sowie 1940 der Tierärztlichen Hochschule Hannover. Außerdem war er seit 1939 Mitglied der Deutschen Akademie der Naturforscher Leopoldina in Halle (Saale).
1955 wurde er Korrespondierendes Mitglied der Deutschen Akademie der Landwirtschaftswissenschaften in Ost-Berlin. Die Karl-Marx-Universität in Leipzig verlieh Angeloff 1959 und die Veterinärmedizinische Fakultät der Universität Budapest 1962 die Würde eines Dr. med. vet. honoris causa. In seiner Heimat war Angeloff bereits seit 1947 Ordentliches Mitglied der Akademie der Wissenschaften, Träger des Nationalpreises Georgi Dimitroff I. (1950) und II. Klasse (1962) sowie des Ordens Georgi Dimitroff und des Ordens „Kyrillos und Methodios“ I. Stufe.
Das Mikrobiologische Institut der Universität Sofia trägt ihm zu Ehren seit 1994 seinen Namen.